# La Granada
La Granada település Spanyolországban, Barcelona tartományban. Lakosainak száma 2263 fő (2024).

## Földrajza
La Granada Avinyonet del Penedès, Subirats, Santa Fe del Penedès, Sant Cugat Sesgarrigues, Vilafranca del Penedès, Les Cabanyes, Vilobí del Penedès és Font-rubí községekkel határos.

## Népesség
A település lakosságának változását az alábbi diagram mutatja:
| Lakosok száma | 193  | 1108 | 1124 | 1117 | 1184 | 1525 | 1976 | 2073 | 2157 | 2263 |
|               | 1717 | 1887 | 1936 | 1960 | 1986 | 2004 | 2009 | 2014 | 2019 | 2024 |